# Raoul Lavagne
Pas d'image ? Cliquez ici

a Compétitions nationales et continentales officielles uniquement.

Raoul Lavagne, né le 16 décembre 1910 à Béziers et mort le 12 juin 2001 à Béziers, est un joueur de rugby à XV et de rugby à XIII évoluant au poste de centre dans les années 1930.
Sa carrière sportive est composée de deux phases. La première se déroule au club de rugby à XV de l'AS Béziers avec lequel il dispute le Championnat de France de rugby à XV aux côtés d'Émile Bosc. Il change de code de rugby pour du rugby à XIII et rejoint le XIII Catalan de Perpignan remportant le Championnat de France en 1936 aux côtés de François Noguères, André Bruzy, Augustin Saltraille et Bosc, ainsi que le titre de la Coupe de France en 1939.

## Biographie
Un conflit éclate au sein du club de Béziers entre les joueurs et la direction du club, les premiers considérant que la composition de l'équipe devait s'inspirer de l'avis du capitaine et que certains joueurs n'ont pas leur place sur le terrain. Le club de Béziers refuse d'en discuter et les met en demeure en remontant l'information auprès de la fédération française de rugby à XV. Deux semaines plus tard, le club accepte de réintégrer les trois joueurs concernés (Émile Bosc, Adrien Maurel et Lavagne) mais tous apprennent que la fédération a décidé sans les avoir convoqué de leur radiation à la stupéfaction du président M. Guy. Lavagne acte la décision et, tout comme ses deux partenaires, rejoint le rugby à XIII en signant pour le XIII Catalan.

## Palmarès

### Rugby à XIII
- Collectif :
  - Vainqueur du Championnat de France : 1936 (XIII Catalan).
  - Vainqueur de la Coupe de France : 1939 (XIII Catalan).
  - Finaliste du Championnat de France : 1937 (XIII Catalan).
  - Finaliste de la Coupe de France : 1937 (XIII Catalan).

#### Statistiques
| Saison    | Saison       | Championnat           | Championnat | Coupe           | Coupe      |
| Saison    | Saison       | Comp.                 | Class.      | Comp.           | Class.     |
| --------- | ------------ | --------------------- | ----------- | --------------- | ---------- |
| 1935-1936 | XIII Catalan | Championnat de France | Champion    | Coupe de France | 1/4 finale |
| 1936-1937 | XIII Catalan | Championnat de France | Finaliste   | Coupe de France | Finaliste  |
| 1937-1938 | XIII Catalan | Championnat de France | 1/4 finale  | Coupe de France | 1/2 finale |
| 1938-1939 | XIII Catalan | Championnat de France | 5e          | Coupe de France | Vainqueur  |